# Толстая, Фёкла Никитична
Фёкла Ники́тична Толста́я (настоящее имя — А́нна; род. 27 февраля 1971, Москва, РСФСР, СССР) — российская журналистка, радио- и телеведущая, режиссёр.

## Биография

### Ранние годы
Родилась 27 февраля 1971 года в семье профессиональных филологов Никиты Ильича и Светланы Михайловны Толстых. Праправнучка Льва Толстого.
Отец называл дочку Фёклой или Фекляндией. Так детское прозвище стало творческим псевдонимом.
Училась в музыкальной школе, а также в спецшколе № 19 с углублённым преподаванием английского языка. В школьном возрасте снималась в кино: «Просто ужас!» (1982), «Серафим Полубес и другие жители Земли» (1983).
Преподавала в институте телевидения и радиовещания «Останкино».

### Образование
Окончила филологический факультет МГУ в 1994 году. Специальность — филолог-славист. Училась в аспирантуре. Преподавала польский язык в РГГУ.
Владеет польским, сербским, английским, французским и итальянским языками.
В 1995 году поступила в ГИТИС на режиссёрский факультет, курс М. Захарова, окончила учёбу в 2000 году.

### Радио
Работала на радиостанциях «Эхо Москвы» («Чужой монастырь», 2003) и «Маяк» («Дневное шоу», 2008—2009).
С января 2012 по 21 ноября 2014 года вела с соведущим Михаилом Козыревым передачу «Мишанина» на «Серебряном дожде» по понедельникам и пятницам с 19:00 до 21:00. С 24 января 2014 по 27 марта 2017 года Толстая и Козырев также вели передачу «Отцы и дети» по пятницам с 19:00 до 21:00 на этой же радиостанции.

### Телевидение
Во время учёбы пришла на телевидение, где работала режиссёром, ведущей программ «Времечко», «Ночной полёт» (ТВ Центр), «Всё сразу!» (с Петром Фадеевым, НТВ), «Стань звездой» («Россия»), «Народный артист» (с Иваном Ургантом, «Россия», 1-2 сезоны, с сентября 2003 до декабря 2004 года), «Третий лишний» (новогодний выпуск, с Петром Фадеевым, НТВ), «Двое в городе» (НТВ), «Юбилей» (НТВ), «Большой обед» («Первый канал»), «Ты — то, что ты ешь» («Россия»), документального цикла «Великие династии» («Первый канал») и др.
Принимала участие в проекте «Звёздный лёд» (2008 год), в игре «Кто хочет стать Максимом Галкиным» и в шоу «Стиляги» (2010 год).
С 26 сентября 2013 года является одной из ведущих программы «Наблюдатель» на телеканале «Россия-Культура», для которого также работала над авторским документальным циклом «Толстые» (8 серий). Была автором и ведущей телевизионного проекта «Война и мир: Читаем роман», прошедшего в прямом эфире этого же телеканала с 8 по 11 декабря 2015 года.

### Интернет-чтения
В 2014 году Анна Толстая стала куратором проекта «Каренина. Живое издание».
В 2015 году состоялись чтения «Чехов жив», когда целые сутки (с 12 часов по Московскому времени 25 сентября до 12 часов 26 сентября) сотни актёров, режиссёров и самых разных людей читали произведения А. П. Чехова. Продюсером и одним из организаторов этих чтений была Фёкла Толстая.
В 2016 году прошло чтение «Мастер и Маргарита. Я там был», оно длилось два дня (11 и 12 ноября). В нём приняли участие 540 чтецов. Анна Толстая стала куратором проекта.

## Семья
В 2014 году у неё родилась дочь.

## Фильмография
- 1982 — Просто ужас! — Алёнка
- 1983 — Серафим Полубес и другие жители Земли — Катя
- 1987 — Старая азбука — горничная
- 2017 — Каренина и я — праправнучка Льва Толстого, камео

## Интервью
- Шлосберг Live. Фёкла Толстая // ГражданинЪ TV. 2 ноября 2020.